# モンテ・サン・サヴィーノ
モンテ・サン・サヴィーノ (伊: Monte San Savino) は、イタリア共和国トスカーナ州アレッツォ県にある、人口約8,600人の基礎自治体（コムーネ）。

## 地理

### 位置・広がり

#### 隣接コムーネ
隣接するコムーネは以下の通り。括弧内のSIはシエーナ県所属を示す。
- アレッツォ
- ブーチネ
- チヴィテッラ・イン・ヴァル・ディ・キアーナ
- ルチニャーノ
- マルチャーノ・デッラ・キアーナ
- ラポラーノ・テルメ (SI)

### 気候分類・地震分類
モンテ・サン・サヴィーノにおけるイタリアの気候分類 (it) および度日は、zona E, 2140 GGである。
また、イタリアの地震リスク階級 (it) では、zona 3 (sismicità bassa) に分類される。

## 行政

### 分離集落
モンテ・サン・サヴィーノには以下の分離集落（フラツィオーネ）がある。
- Alberoro, Dreini, Gargonza, Montagnano, Palazzuolo, Verniana